# ماریا لوئیزا د کرشنتسو
ماریا لوئیزا د کرشنتسو (ایتالیایی: Maria Luisa De Crescenzo؛ زادهٔ ۱۲ ژانویهٔ ۱۹۹۲) بازیگر اهل ایتالیا است.